# Jackie Bastide
Pour les articles homonymes, voir Bastide.
Jackie Bastide, née à Fumel le 29 novembre 1962, est une auteure réalisatrice française de films documentaires.

## Biographie
Après des études de psychologie et une formation professionnelle consacrée au montage à Toulouse, Jackie Bastide commence sa carrière comme monteuse au Journal Télévisé de TF1 puis France 2.
Elle participe aux missions étrangères pendant la crise du golfe en 1990 (notamment en Jordanie) et aux premiers magazines d’Envoyé Spécial puis elle s'investit exclusivement dans le montage de documentaires pour France 2, Arte et Canal+ et France 5.
En 1997, elle devient chef-monteuse de longs métrages puis auteure et réalisatrice de films documentaires.
Après avoir écrit et réalisé son court-métrage Chambre 107 (en compétition officielle à la Mostra de Venise en 1999), elle se consacre désormais à l’écriture et la réalisation de ses films documentaires sur divers thèmes de société (la fin de vie, le handicap, l’inceste, les Otakus japonais, l'Académie équestre de Versailles, l'imprégnation d'animaux sauvages …), d’histoire et science (les momies Coptes d’Egypte, les migrations du Bumidom, l'épopée des premiers bébés éprouvettes...) et des portraits (Bartabas, Pr Georges David, Marie-Noëlle Baroni, le trotteur Ourasi…)
Jackie Bastide est par ailleurs consultante et doctor-editing pour des longs-métrages en difficulté. Elle est également communicatrice intuitive auprès des animaux.

## Filmographie

### Auteure-réalisatrice de documentaires (Télévision)
- 2021 : Bartabas et Tsar, Entretiens silencieux (52 min - France 5 - https://vimeo.com/manage/videos/641061855/privacy)
- 2018 : Pas si sauvages... (52 min - Grandeurs Nature / France 2 - https://vimeo.com/309568019)
- 2015 : Georges David, un médecin du XXe siècle (52 min - https://vimeo.com/311404250)
- 2013 : Les Amazones de Versailles (65 min - Arte https://vimeo.com/313785912/0268fcfeb4)
- 2012 : Le mystère des momies coptes d'Antinoé (52 min - Arte - https://vimeo.com/310566362)
- 2010 : Bumidom, des Français venus d’outremer [2](54 min - France 2 - https://vimeo.com/310774127)
- 2008 : Quatre Aventurières en route vers Pékin [3],[4] (73 min - France 2 - https://vimeo.com/312405828)
- 2008 : Les bébés de l’Amour et de la Science [5] (66 min - France 2 - https://vimeo.com/336219546 )
- 2007 : Les cavaliers de l’aurore [6] (26 min - France 2 https://vimeo.com/310563111)
- 2006 : Fais de ta vie un rêve (26 min - France 2 https://vimeo.com/311391923)
- 2006 : L’Aigle Noir (52 min - France 2 - https://vimeo.com/310716588)
- 2004 : Tu es mon Autre (26 min - France 2 - https://vimeo.com/311513272)
- 2004 : Quand je serai jockey, je serai grand (52 min - Canal +)
- 2003 : Ourasi, le roi fainéant [7], coécrit avec Homéric (72 min - France 2 et Arte - https://vimeo.com/309701923)
- 2001 : Bartabas, homme de course (26 min - Canal +)
- 2001 : Jérémy, Yvan, Aïcha et les autres (52 min - France 5)
- 1998 : Venise (26 min - France 5)
- 1996 : L'accompagnement (52 min - France 2 - https://vimeo.com/310581066)
- 1994 : Otaku, Fils de l'empire virtuel, coréalisé avec Jean-Jacques Beineix (3 heures - France 2 et Canal +).

### Court métrage (Cinéma)
- 1999 : Chambre 107, avec la participation de Victor Garrivier.

### Chef-monteuse (Cinéma)
- 2012 : Dubaï Flamingo de Delphine Kreuter
- 2008 : Lino de Jean-Louis Milesi
- 2005 : Très bien, merci d'Emmanuelle Cuau
- 2004 : Nuit noire de Joao Canijo (Sélection Un certain Regard au Festival Cannes, candidat portugais à l'Oscar du meilleur film étranger)
- 2002 ; Mortel Transfert de Jean-Jacques Beineix (Nouvelle version américaine et bande annonce)
- 2000 : Poisson lune de José Alvaro de Morais
- 1997 : Ossos de Pedro Costa (Prix de la meilleure photographie Mostra de Venise et Grand Prix du festival de Belfort).

## Distinctions
- 2006 : L'aigle noir, documentaire, Prix Média 2007[8] de la Fondation de l’Enfance
- 2004 : Tu es mon autre, documentaire, Lauréat du concours de scénario du Conseil général du Lot au Festival de Gindou en 2005[9]
- 2003 : Ourasi, le roi fainéant, documentaire, Grand Prix du Festival International Epona 2003 : L’Or des chevaux d’ARMAN
- 1999 : Chambre 107, court-métrage, sélectionné en compétition officielle à la Mostra de Venise
- 1994 : Otaku: fils de l'Empire du virtuel, documentaire coréalisé avec Jean-Jacques Beineix, 1er Prix du Festival International de l’Environnement 1995